# Casa Número Um
Casa Número Um é uma residência histórica situada no centro da cidade de São Paulo, Brasil, assim conhecida por se localizar no nº 1 da antiga rua do Carmo, atual 136-B da Rua Roberto Simonsen. A Casa nº 1 é um sobrado de três andares construído onde existiu uma casa de taipa de pilão, cujo primeiro proprietário, segundo registros de 1689, foi Francisco Dias, sendo depois vendida para o bandeirante Gaspar de Godoy Moreira. Em 1855 foi transformada no colégio Ateneu Paulistano e, com a morte de seu último diretor, foi vendida ao Major Benedito Antônio da Silva, responsável pela construção em alvenaria, sendo assim até hoje.
O sobrado de três andares, erguido no século XIX sobre a antiga estrutura das fundações de taipa de pilão de um imóvel do século XVII, constitui um dos últimos remanescentes da arquitetura residencial urbana oitocentista na cidade de São Paulo. Ao longo da história, o imóvel serviu de sede a diversas instituições públicas e privadas. Desde a década de 1970 encontra-se em poder da prefeitura de São Paulo, tendo abrigado o Arquivo Histórico Municipal entre 1990 e 2000.
A Casa Número Um é uma das treze edificações históricas que compõem o Museu da Cidade de São Paulo, abrigando o núcleo administrativo desta instituição, ao lado do Solar da Marquesa de Santos, do Beco do Pinto e do Museu Padre Anchieta. Hoje, a residência é sede do acervo iconográfico da prefeitura (Casa da Imagem), estruturada pela Secretaria Municipal de Cultura como uma instituição voltada à memória fotográfica da capital paulista.

## História
O imóvel, conhecido pelo nome de Casa Número Um, encontra-se situado no mesmo local onde existiu, até o ano de 1870, uma casa de taipa de pilão (característica de todas as construções paulistas dos séculos XVI, XVII, XVIII e metade do XIX), erguida no século XVII. Segundo um documento de 1689, essa residência pertencia a Francisco Dias. Conforme registrado pelo inventário referente ao espólio do proprietário, a residência foi vendida, após a sua morte, ao bandeirante Gaspar de Godói Moreira. Posteriormente, como referido pelo inventário aberto em 1714, o imóvel passou aos filhos e descendentes do bandeirante, que sempre o utilizaram como moradia. O último deles foi o padre Antonio Maria de Moura, falecido em 1842.
Por falta de interesse dos herdeiros posteriores, o imóvel permaneceu abandonado por treze anos. Foi então que, em 1855, por iniciativa de Júlio Mariano Galvão de Moura, descendente do padre Antonio, foi instalado no imóvel o colégio Ateneu Paulistano. Por fim, após a morte de Júlio Mariano, a casa foi vendida a seu último proprietário, o major da Guarda Nacional, Benedito Antônio da Silva. Este foi o major responsável pela atual construção da "Casa Número Um".
A ausência de documentos não permite afirmar com certeza se houve ou não a demolição da antiga residência. No entanto, referências iconográficas de 1870 mostram que existia no local um sobrado de três pavimentos, assim como hoje, de estilo indefinido. Por isso, é provável que o major Benedito tenha aproveitado a estrutura das fundações em taipa de pilão do imóvel antigo, erguendo sobre este novas paredes em alvenaria de tijolos. A nova construção empregou ainda materiais que se tornariam comuns na arquitetura paulistana do período, como as esquadrias de pinho-de-riga e cobertura de telha tipo francesa.
No fim do século XIX, em 1890, o imóvel serviu de sede à Estação Central de Urbanos e à Sociedade de Imigração. Já em 1894, após ser adquirido pelo Governo do Estado de São Paulo, o edifício passou a abrigar a sede da Companhia de Gás de São Paulo, que permaneceu no imóvel até o ano de 1910. Desta data até 1924, abrigou diversos órgãos da polícia estadual, tais como a Chefatura de Polícia, o Gabinete de Investigações e Capturas, o Gabinete Médico Legal e a Primeira Delegacia Auxiliar de Polícia. A casa seguiu como propriedade da polícia de São Paulo até 1970, tendo passado por diversas reformas e reparos de urgência ao longo desse período.
Entre 1971 e 1974, já em poder da Prefeitura de São Paulo, o imóvel teve seu direito de uso cedido a duas instituições privadas, o Instituto Genealógico Brasileiro e a Academia Paulista de Direito. Em 1976, após dois anos abandonada, a casa passou a ser objeto de estudo para elaboração de um projeto de restauro, a cargo dos técnicos do Departamento do Patrimônio Histórico da recém-criada Secretaria Municipal de Cultura. Foi nesse ano instalado um projeto de restauração em que resultou na decapagem de muitas camadas de pintura, permitindo a descoberta de informações das diversas remodelagens do edifício, bem como, a descoberta de pinturas decorativas que puderam ser recuperadas. Os trabalhos incluíram a prospecção das alvenarias e forros, permitindo levantar informações sobre as várias remodelações sofridas pelo edifício e a descoberta de pinturas murais em diversos cômodos. As obras de restauro foram concluídas em julho de 1980 e o imóvel passou a sediar o Departamento do Patrimônio Histórico e, posteriormente, o Gabinete da Secretaria Municipal de Cultura.

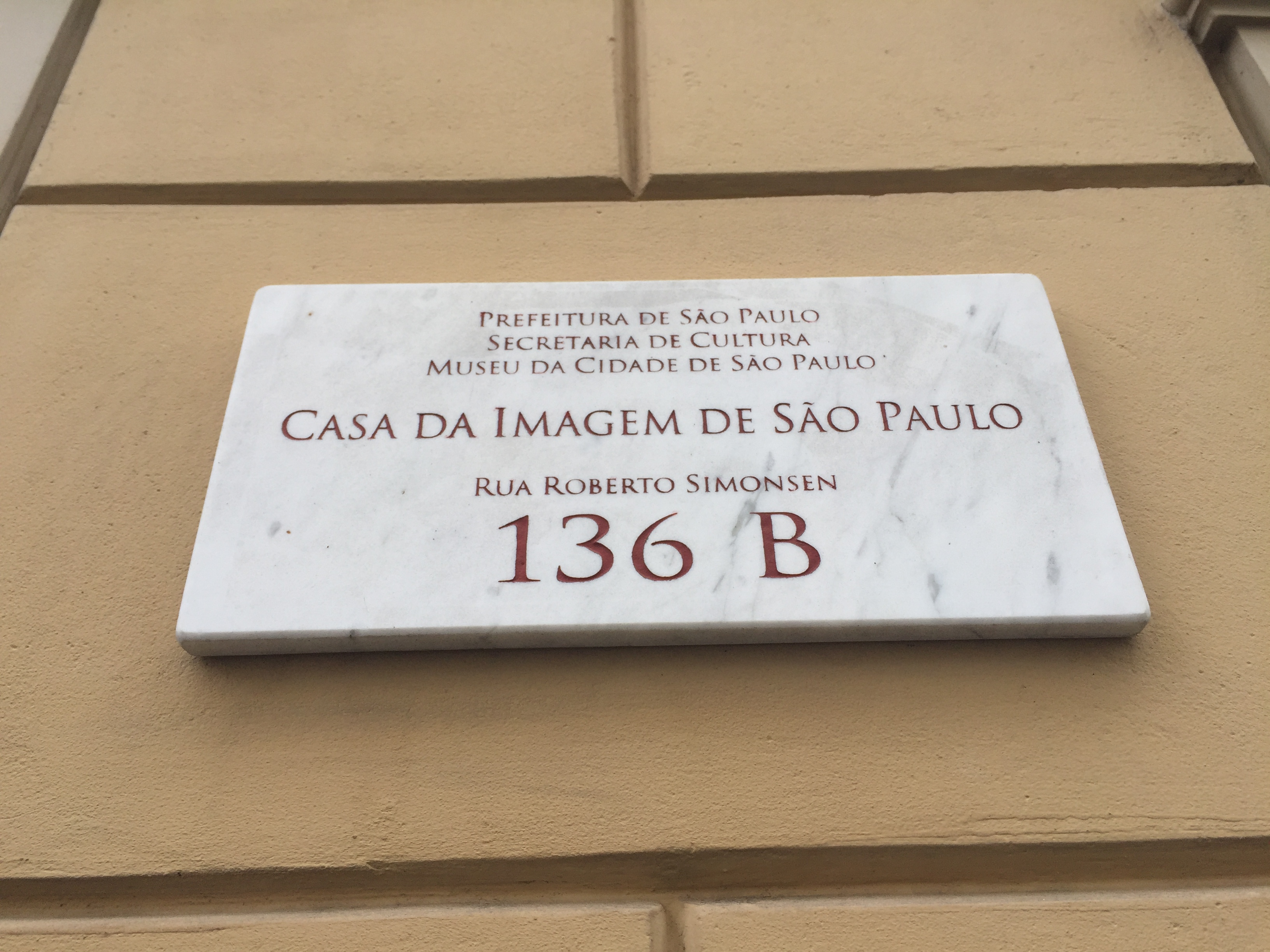
Placa de endereço da Casa Número Um e atual Casa da Imagem

Em 1985, a Casa Número Um foi interditada para realização de obras de emergência, que, entretanto, só foram iniciadas três anos mais tarde. Em 1990, o edifício passou a servir como sede do Arquivo Histórico Municipal, que ocupou o espaço por dez anos. Durante esta última reforma, substituiu-se todo o madeiramento comprometido e as ferragens externas e procedeu-se à reconstrução de uma parede que havia ruído em 1985. O piso de cerâmica tipo "lajotão" também foi trocado por outro de alta resistência e as ferragens das esquadrias externas foram recuperadas. Uma clarabóia em ferro anodizado e vidro foi construída no pátio interno.
Em 2006, foi elaborado um novo projeto de arquitetura, conservação e restauro para a Casa Número Um. As obras foram iniciadas em 2009 e finalizadas em novembro de 2011, quando a edificação foi entregue ao público e aberta para visitação gratuita. 
Com a criação do Museu da Cidade de São Paulo em 1993, a "Casa Número Um" passou a integrar a rede de edificações históricas que compõem a instituição. O imóvel hoje abriga o núcleo conceitual e administrativo da rede, função partilhada com as edificações vizinhas (Solar da Marquesa de Santos e Beco do Pinto) e também a Casa da Imagem, instituição responsável pela ampliação, preservação e guarda do acervo iconográfico da prefeitura de São Paulo composto por uma coleção de cerca de 84 mil fotografias.

## Arquitetura

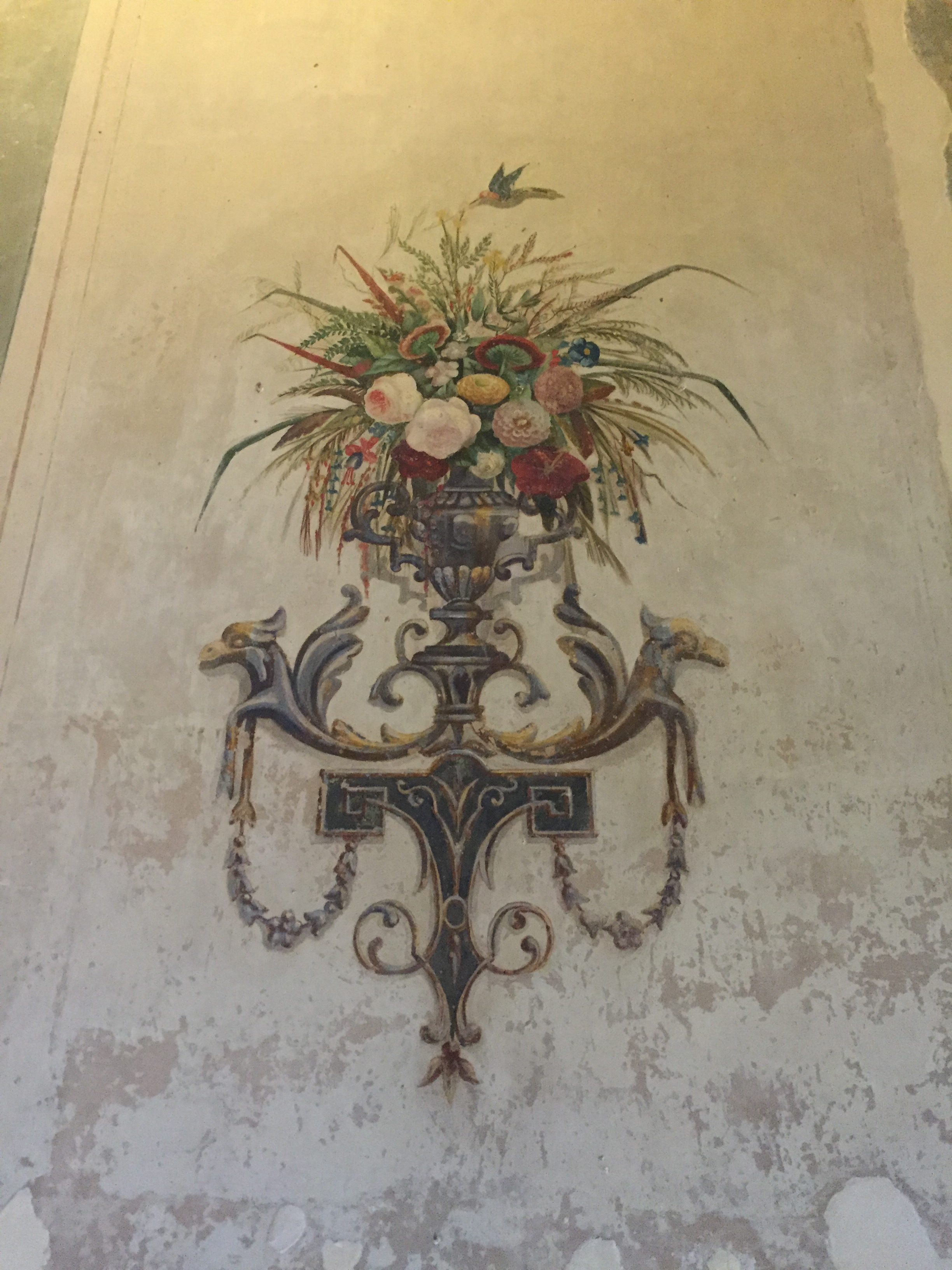
Detalhes dos desenhos das paredes originais da residência

A edificação da Casa Número Um é bastante diferenciada, comparada às outras residências da cidade de São Paulo. Isso acontece justamente por sua aparência ser semelhante aos chalés, uma das manifestações do Ecletismo na capital.
Os chalés surgiram na Europa, sob o romantismo do início do século XIX, e inspiravam-se nas casas campestres das regiões alpinas, como a Suíça, por exemplo. Já no Brasil, os chalés não fazem parte da idealização romântica da vida agrária, mas sim da paisagem urbana através de edifícios ostentando telhados lambrequinados, típicos dessa linguagem arquitetônica.
A Casa Número Um é um sobrado de três andares, implantado no alinhamento do lote, sem recuos laterais. O telhado apresenta empena frontal sob a forma reduzida de uma água-furtada lambrequinada a rematar o frontispício.  As paredes da casa são de alvenaria de tijolos autoportantes.
A fachada da residência pode receber um destaque pelos balcões corridos com guarda-corpo de serralheria trabalhada, as envasaduras de arco pleno do térreo, os caixilhos de pinho-de-riga, as portas de madeira almofadada e, principalmente, pelos lambrequins de madeira do telhado.
Já os ambientes internos merecem destaques por ainda guardarem parte de suas antigas características originais, como pisos de ladrinho hidráulico ou assoalhado, forro saia e camisa, escada de madeira com balaustrada e as pinturas nas paredes, que apesar de descasadas ainda estão muito bem distinguíveis.

## Significado histórico e cultural
A Casa Número Um possui uma proteção patrimonial (Decreto 26.818/88) que tombou todo o conjunto de prédios no entorno do Pátio do Colégio. Essa proteção foi conferida por Jânio da Silva Quadros, à época prefeito do município de São Paulo, com o argumento de que era um dever público preservar locais de valor histórico, assim como o seu entorno. Sendo assim, tendo em vista o potencial ambiental do Pátio do colégio, o seu patrimônio edificado, os aspectos históricos e paisagísticos, a importância arquitetônica por ser um edifício erguido há mais de um século e apresentar uma dimensão simbólica referente ao marco inicial paulistano, o Pátio do Colégio e o seu entorno foi tombado.
A Casa Número Um faz parte deste entorno, entretanto a edificação em si encontra-se em processo de tombamento pelo Conpresp desde 1992.
Durante as escavações no terreno da Casa Número 1, foi encontrada uma maior quantidade de fragmentos de louças do que as construções vizinhas como o Solar da Marquesa e o Beco do Pinto, assim como também de maior qualidade e variedade. Entre os fragmentos estão a faiança fina inglesa branca com ausência de decoração, faiança portuguesa, fainças finas com diversas decorações, porcelanas brancas e européias. Estima-se a datação das louças entre 1800 e 1900. Utilizando o cálculo South (Mean Ceramic Date Formula), o período de maior densidade ocupacional seria 1843. Apesar dos moradores pertencerem à elite da cidade, durante os estudos destes fragmentos foi identificada a ausência de louças de adorno, decorativas ou de custo elevado .

## Estado atual

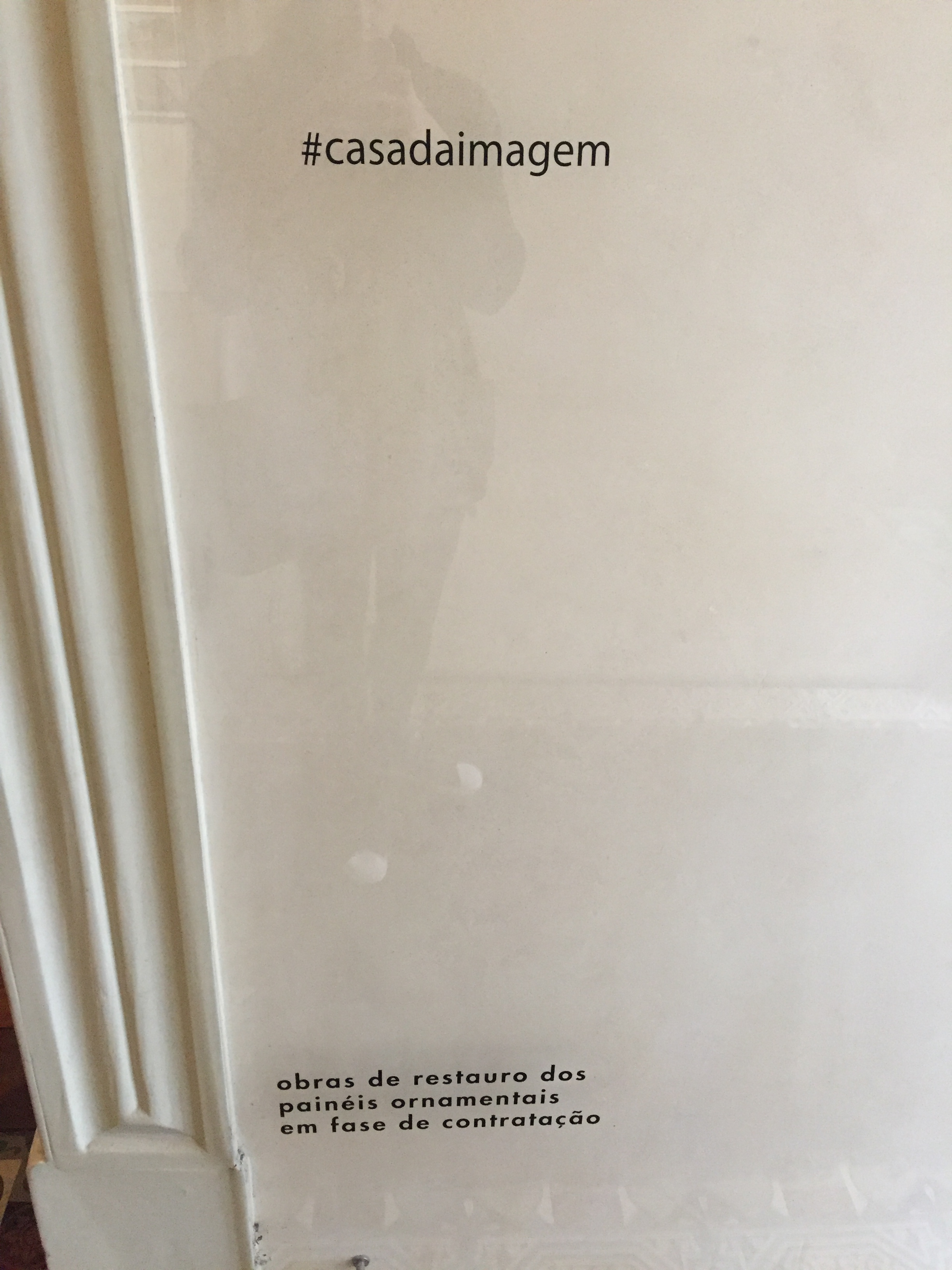
Atual Casa da Imagem

Atualmente, a Casa Número Um é também a Casa da Imagem. Essa integração começou a acontecer em 2006, quando a Prefeitura de São Paulo, por meio da Secretaria Municipal de Cultura, deu início à estruturação da Casa da Imagem. Foi então que as obras começaram no ano de 2009 e foram finalizadas em 2011, ano em que a Casa foi aberta ao público para visitação gratuita dos interessados.
A Casa da Imagem é uma instituição direcionada à memória fotográfica da cidade de São Paulo. Ou seja, ela funciona como o Acervo Iconográfico da capital e promove a preservação, pesquisa e difusão das fotografias. Além disso, a residência também desenvolve ações para manter na memória do público algumas imagens documentais da cidade.A Casa da Imagem é vinculada ao Museu da Cidade de São Paulo, onde integra as Treze Edificações Históricas que representam a evolução das diversas técnicas de construção da cidade.
Com o intuito de valorizar e tornar os acervos fotográficos acessíveis, a Prefeitura de São Paulo e a Secretaria Municipal de Cultura desenvolveu um amplo programa. Ao todo, são cerca de 84 mil fotografias que foram passadas por uma detalhada intervenção de conservação preventiva e foram guardadas em reserva técnica especialmente projetada para sua tipologia, segundo padrão internacional.
Para abrigar a Casa da Imagem, a Casa Número Um sofreu obras de restauro, que incluíram a reparação integral da parte estrutural, adaptação para acessibilidade, rede de lógica e telefonia, instalação do reservatório para combate a incêndio e intervenções nas pinturas ornamentais internas. Portanto, hoje, a Casa ainda abriga características da construção original, mas foi atualizada para necessidades de hoje em dia.

## Galeria

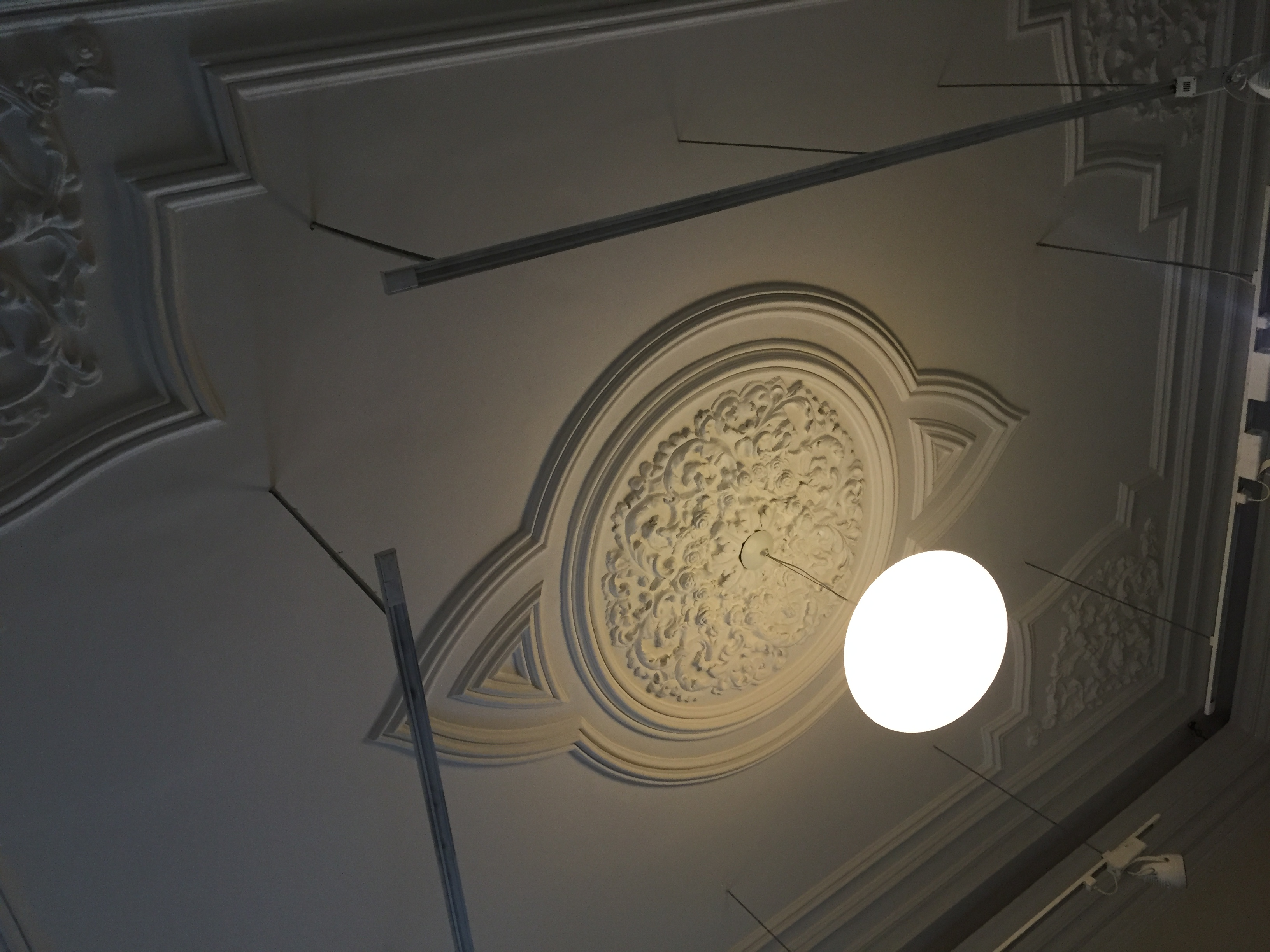
Detalhes do restauro do teto
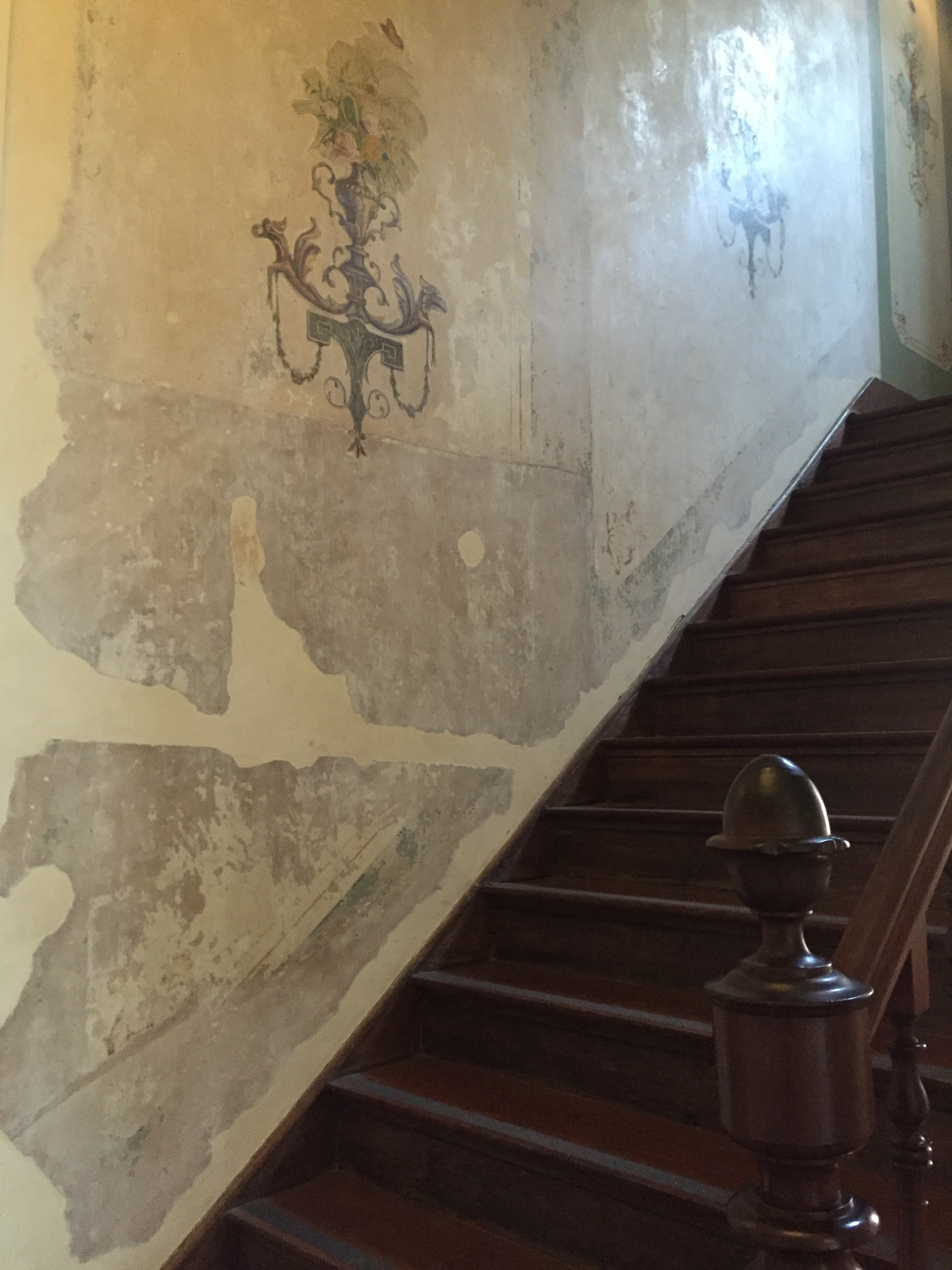
Detalhes da escada de madeira
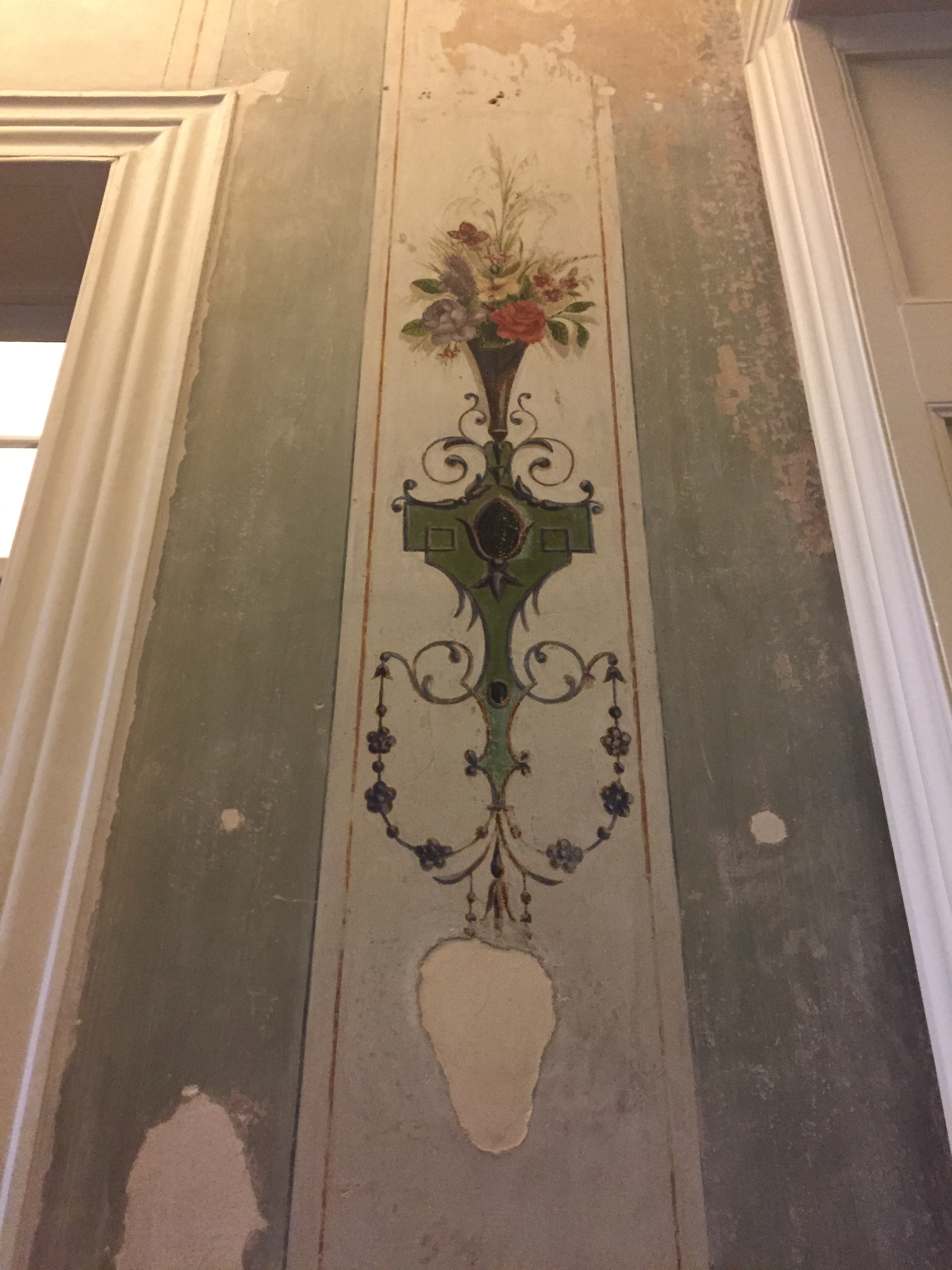
Detalhes da parede original
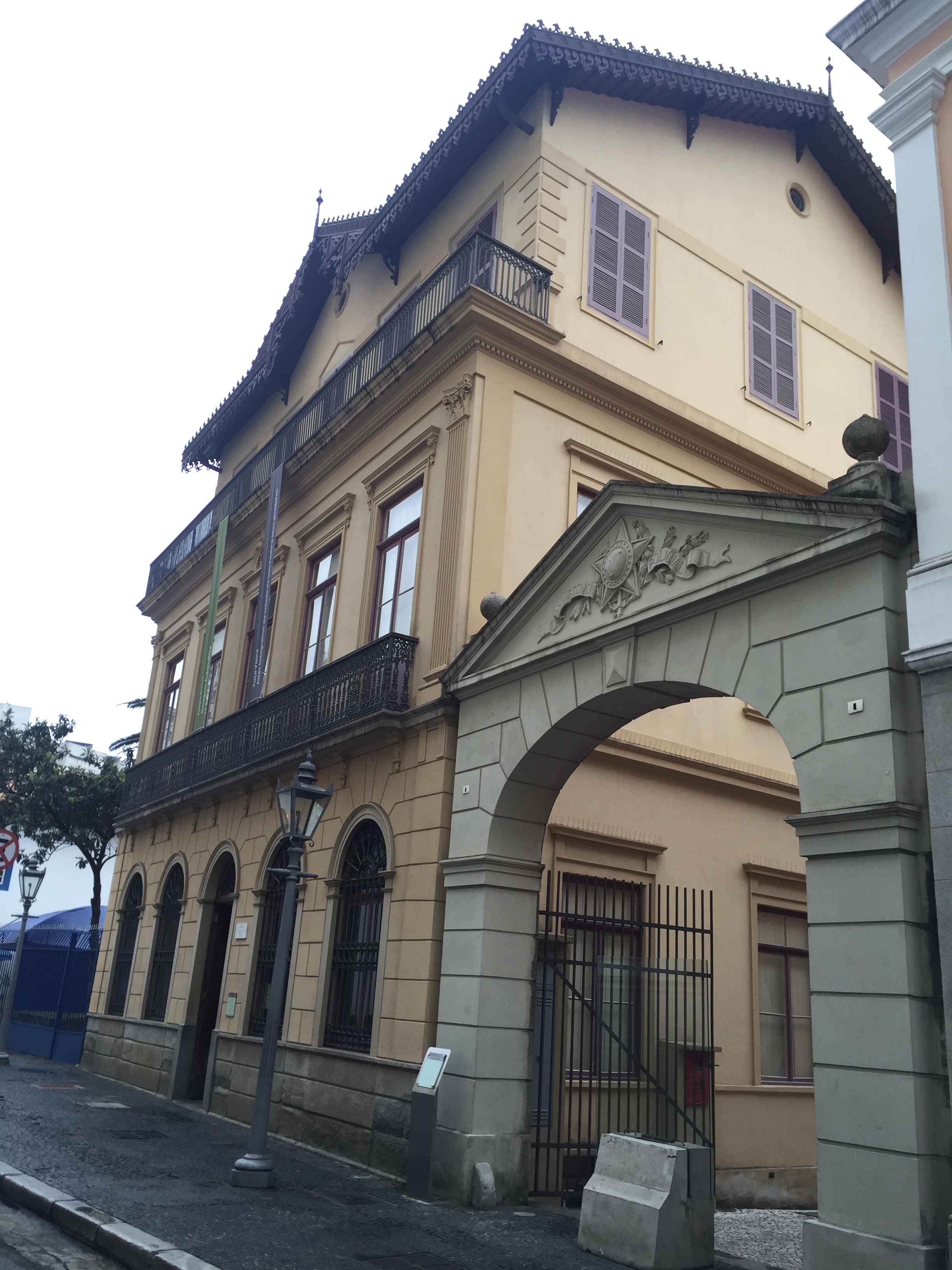
Casa Número Um e Beco do Pinto